# Rio Tarn
Tarn é um rio do sul da França. É, com o rio Lot, um dos principais afluentes do rio Garona, no qual deságua pela margem direita. O Tarn deu nome a dois departamentos franceses: Tarn e Tarn-et-Garonne.
O Tarn corre aproximadamente para oeste, a partir da sua nascente aos 1550 m no Monte Lozère, nas montanhas de Cévennes, parte do Maciço Central, por desfiladeiros profundos denominados Gorges du Tarn até Moissac em Tarn-et-Garonne, onde se junta ao rio Garona 4 km a jusante do centro da cidade.
A sua bacia hidrográfica cobre cerca de 12 000 km², drenando cerca de 140 m³ por segundo. Em 1930 houve catastróficas inundações quando o Tarn transbordou, subindo mais de 17 m além do seu nível normal em Montauban. A tragédia provocou cerca de 300 mortes.[carece de fontes?]
O viaduto de Millau atravessa o vale do rio Tarn perto de Millau, e é hoje uma das atrações da região.
O rio Tarn passa nos seguintes departamentos e cidades:
- Lozère : Pont-de-Montvert, Sainte-Enimie
- Aveyron : Millau, Saint-Rome-de-Tarn
- Tarn : Albi, Gaillac, Lisle-sur-Tarn, Rabastens, Saint-Sulpice
- Haute-Garonne : Bessières, Buzet-sur-Tarn, Villemur-sur-Tarn
- Tarn-et-Garonne : Moissac, Montauban

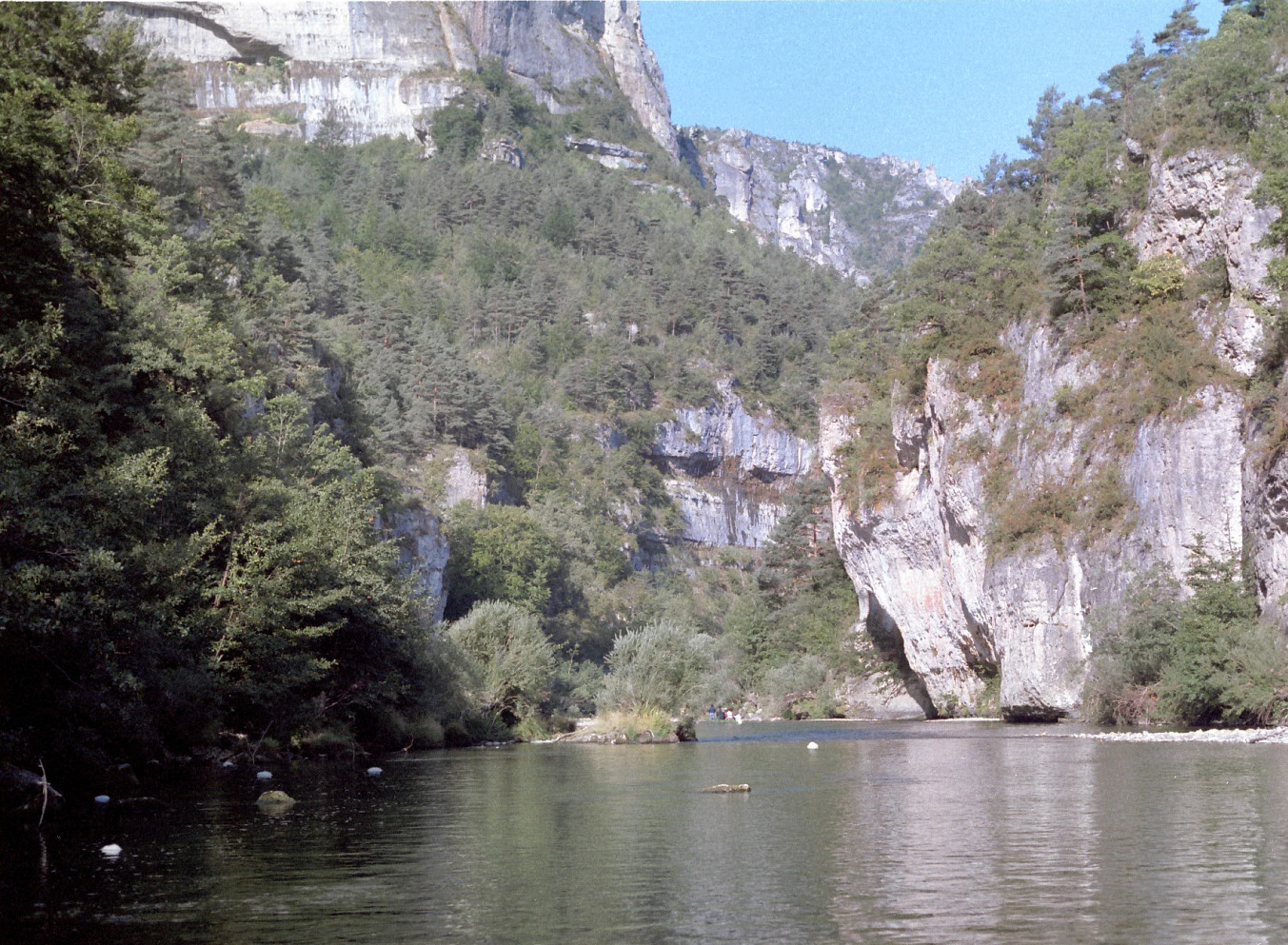
As Gorges du Tarn.

Entre os seus principais afluentes contam-se:
| - rio Valat des Chanals - rio Rieumalet - rio Rûnes (ou Rhûnes) - rio Briançon - rio Tarnon - rio Jonte | - rio Dourbie - rio Muze - rio Dourdou de Camarès - rio Cernon - rio Alrance - rio Rance | - rio Agout - rio Lègue - rio Tescou - rio Aveyron - rio Lumensonesque - rio Lemboulas |

## Ligações externas

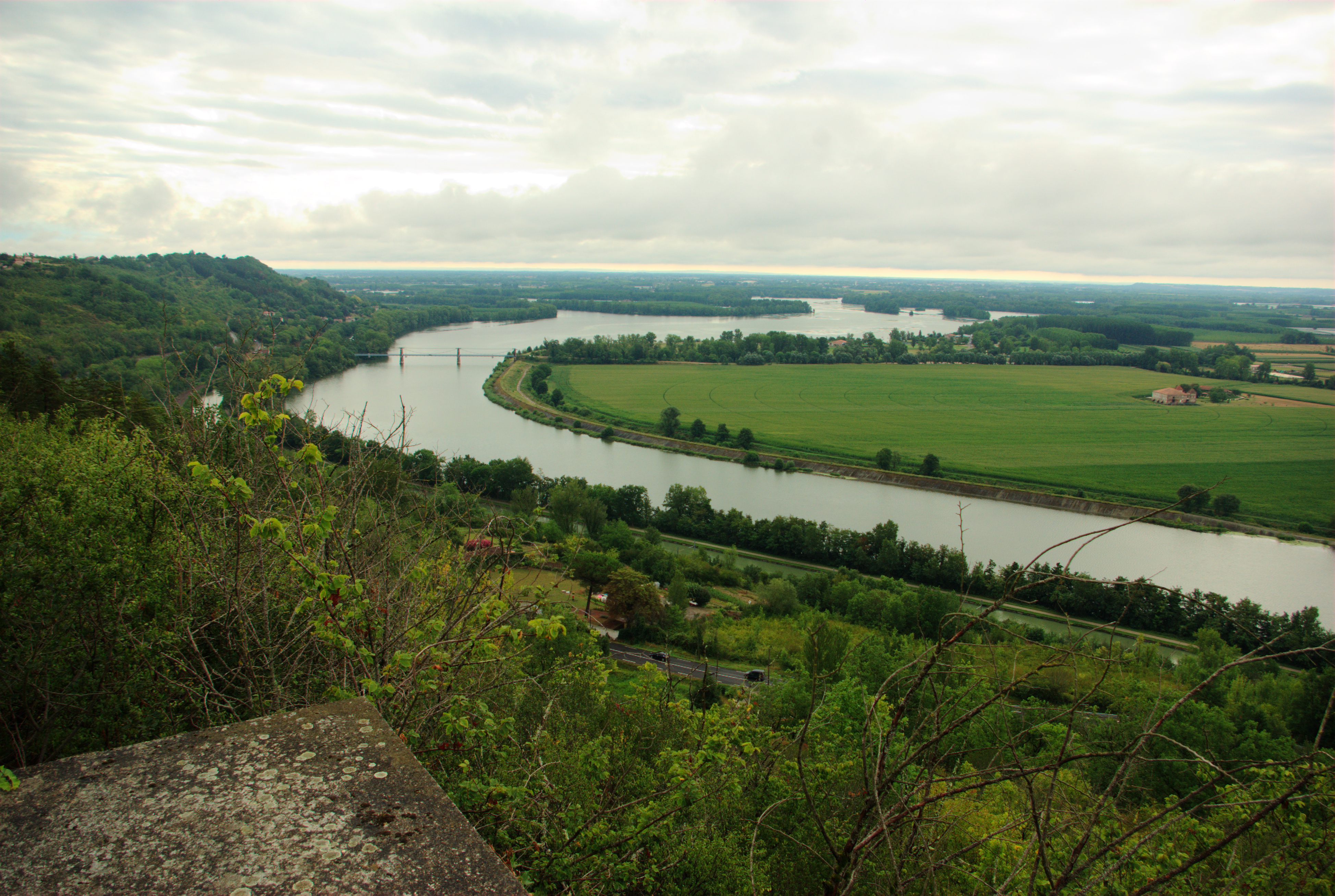
A confluência dos rios Tarn e Garona